# Giovanni Battista Seni

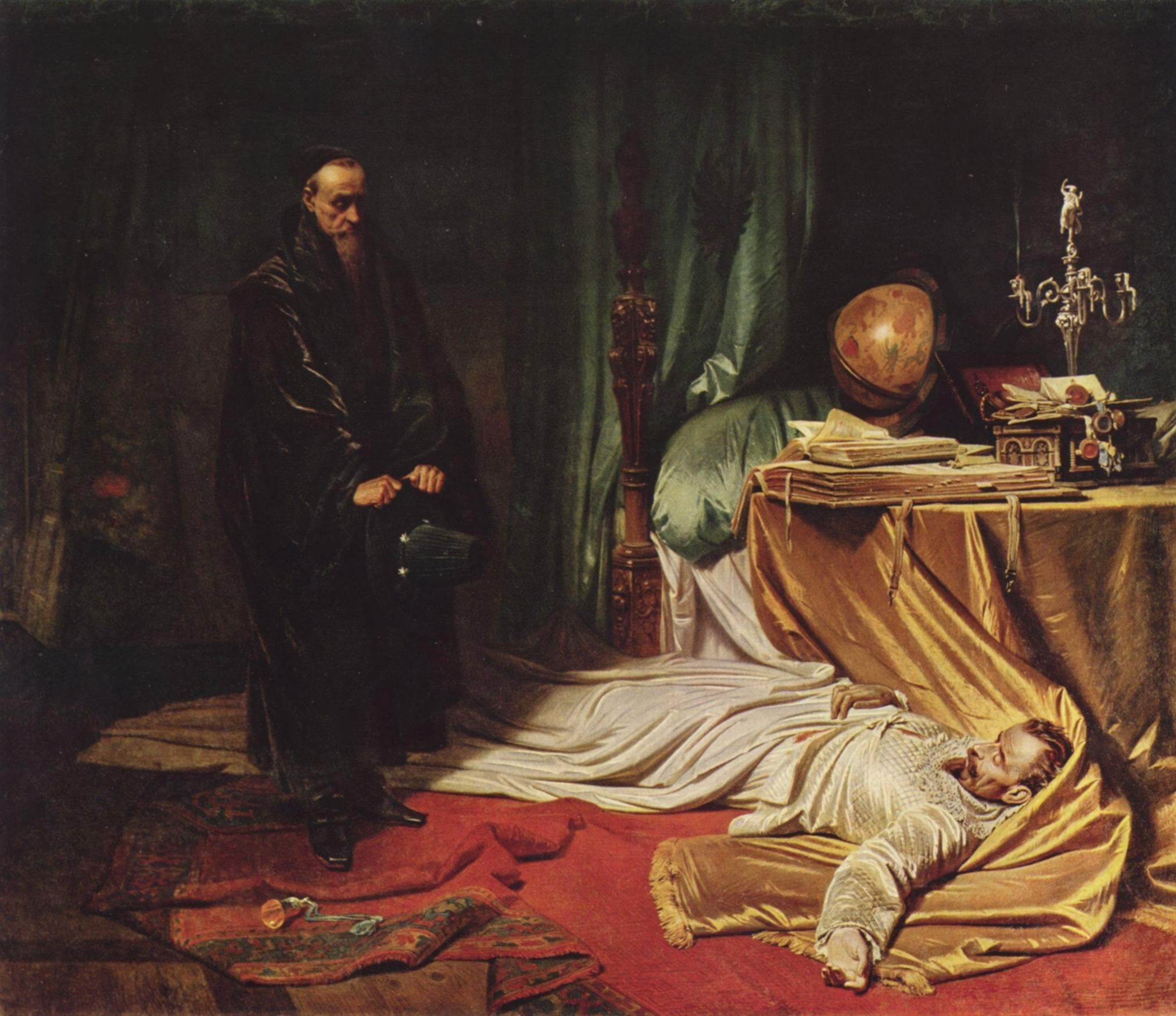
Seni vid Wallensteins lik, Karl von Piloty 1855

Giovanni Battista Seni, född 1600 i Padua, död 1656 i Genua, även Giovanni Battista Seno eller Zenno, var en italienisk astrolog och livmedikus åt Wallenstein, överbefälhavare för den tyske kejsaren trupper i trettioåriga kriget. 
Efter sin universitetsutbildning i sin hemstad Padua fördes Seni in vid hovet av Albrecht Wenzel Eusebius von Waldstein, kallad Wallenstein av Ottavio Piccolomini. Han var i generalens tjänst som personlig hovastrolog till dennes död 1634. En kort tid innan mordet på Wallenstein var Seni tillsammans med honom på dennes rum. Om Seni var inblandad i mordet på Wallenstein är inte känt. Han ska inte ha fått några betydande mutor. År 1643 blev han nedstucken på en gata i Wien av en polsk ambassadör. Om hans öde efter detta är inte känt.